# Medieval: Total War
Medieval: Total War des britischen Entwicklerstudios Creative Assembly ist ein Computer-Strategiespiel aus dem Jahr 2002 und der zweite Teil der Total-War-Reihe. Anders als bei seinem direkten Vorgänger Shogun: Total War wurde bei diesem Titel das Szenario nach Europa und Nordafrika in der Zeit zwischen 1087 und 1453 verlegt.

## Szenario
In diesem Spiel sind die folgenden Fraktionen spielbar:
Ägypter, Almohaden, Byzantiner, Dänen, Heiliges Römisches Reich, Engländer, Franzosen, Italiener, Polen, Einwohner von Novgorod, Spanier und die Türken.
Repräsentierte, aber nicht spielbare Fraktionen:
Mongolen (Goldene Horde), Papststaaten und Schweizer, Aragonesen, Sizilianer und Ungarn.
Ein wichtiger Bestandteil des zweiten Teils der Serie sind die Religionen, welche historisch akkurat auf der Weltkarte verteilt sind. Auf der Weltkarte sind das Judentum, das katholische und das orthodoxe Christentum, der Islam sowie das Heidentum und Ketzer vertreten. Das Judentum verschwindet jedoch im weiteren Spielverlauf, weil es bei keiner Nation Staatsreligion ist. Kreuzzüge und Dschihad sind feste Bestandteile des Spiels, genauso religionsspezifische Einheiten und die Einmischungen des Papstes. Zu beachten ist jedoch, das die Dänen, Ungarn und Polen keine Kreuzzüge durchführen können, da diese Staaten historisch nicht an den Kreuzzügen teilnahmen.

## Spielprinzip
Das Hauptspiel ist der aus Globalstrategiespielen bekannte Endlosmodus. Bei dieser Kampagne werden Strategie- und Taktik-Teil so kombiniert, dass die vom Spieler erzielten Ergebnisse in einem Part die Situation im jeweils anderen beeinflussen. Ziel ist es dabei, die dem Spieler gehörende Fraktion unter den gegebenen Ausgangsbedingungen zum Sieg zu führen. Dieser kann in allen fünf Spielen durch Dominanz auf der Strategiekarte erlangt werden.
Zusätzlich besteht die Möglichkeit, einzelne Schlachten separat im Taktik-Teil auszutragen. Dies können entweder nachspielbare, historische Schlachten oder vom Spieler selbst erstellte Szenarien sein. Die Mehrspieleroption ist auf den separaten Taktik-Teil beschränkt.

### Strategie-Teil
Auf einer zweidimensionalen Übersichtskarte werden Provinzen verwaltet, Befehle an Truppen gegeben, sowie strategische Einheiten genutzt (unter anderem zum Betreiben von Diplomatie).
Die Übersichtskarte orientiert sich am Szenario. Auf der Karte werden Land- und (in den ersten beiden Spielen) Seebereiche des Szenarios in Provinzen bzw. Gebiete unterteilt. In jeder dieser Provinzen befindet sich eine Stadt, deren Werte diese Provinz repräsentieren. Es werden nur die jeweiligen Provinzstädte vom Spieler verwaltet. In diesen lassen sich dann einerseits Gebäude und Anlagen bauen, um die Werte der Stadt zu verbessern, und andererseits Truppen und strategische Einheiten auszuheben.
Mit strategischen Einheiten kann Diplomatie betrieben werden (Diplomaten), spioniert werden (Spione), gegnerische Persönlichkeiten (Generäle) und strategische Einheiten ausgeschaltet werden (Attentäter). Es stehen noch weitere Einheiten und Funktionen zur Verfügung, die sich jedoch in den einzelnen Teilen der Reihe unterscheiden.
Die Truppen können zur Kriegführung eingesetzt werden, indem sie auf der Strategiekarte bewegt werden. Sie lassen sich zu Armeen gruppieren, um dem Spieler die Organisation zu erleichtern. Sobald eine Armee mit einer feindlichen Armee zusammentrifft, lässt sich wählen, ob der Feind bekämpft, oder die eigenen Truppen zurückgezogen werden sollen. Der Kampf lässt sich dann entweder automatisch berechnen oder vom Spieler auf einer dreidimensionalen Karte austragen (siehe Taktik-Teil). Dabei entspricht die Situation im Taktik-Teil der des Strategieparts (Truppenanzahl und -typen, Gelände, klimatische Verhältnisse).

### Taktik-Teil
In einer dreidimensionalen Umgebung werden Schlachten zwischen zwei oder mehr Fraktionen ausgetragen. Jede Fraktion führt dabei Einheiten ins Feld, die jeweils aus 12 bis 240 Soldaten bestehen. Die Anzahl der Einheiten pro Armee ist auf 16 begrenzt, sodass eine Armee aus bis zu 4.800 Soldaten bestehen kann. Die Besonderheit der Total-War-Reihe besteht darin, dass jeder einzelne Soldat dargestellt und berechnet wird, sodass sich Schlachten ergeben können, in denen bis zu 38.400 Soldaten und einem General pro Armee inklusive des zu diesem Szenario passenden Kriegsgeräts (Pferde, Kriegselefanten, Ballisten, Katapulte usw.) teilnehmen.
Die Uniformen und Waffen der Soldaten entsprechen meist denen ihrer historischen Vorbilder, wobei der Realismus im Laufe der Serie steigt.
Diesen Einheiten können dann Befehle erteilt werden. Dies schließt Bewegungs- und Angriffsbefehle ebenso ein, wie Formations- und Verhaltensanweisungen. Letztere können sich dabei sowohl auf die direkte Kampfkraft, als auch auf die Moral der Einheiten auswirken, welche ein wichtiger Faktor dieser Taktikschlachten ist.
Der Gegner ist besiegt, wenn sich entweder keine gegnerischen Truppen mehr auf der Taktikkarte befinden oder wenn alle noch darauf befindlichen Truppen fliehen. Auch kann man eine Schlacht durch Ablaufen des Zeitkontingents gewinnen, welches zuvor in den Einstellungen gesetzt werden kann. Des Weiteren gibt es viele andere Möglichkeiten die Schlacht zu gewinnen.

## Rezeption
Medieval wurde von vielen Spielemagazinen gelobt und durch die ausführliche Berichterstattung bekannt gemacht.
Wegen des mittelalterlich-europäischen Szenarios wurde Medieval deutlich besser als Shogun von der Kundschaft angenommen.

## Viking Invasion
Die Erweiterung fügt weitere Einheiten den Fraktionen aus Medieval hinzu und die drei Königreiche Aragon, Sizilien und Ungarn wurden von repräsentativen zu spielbaren Seiten. Zusätzlich enthält es ein unabhängiges Szenario.
Dieses weitere Szenario besteht aus den Britischen Inseln, dem westlichen Teil Skandinaviens um 800 n. Chr. und den zugehörigen Fraktionen sowie deren Einheiten. Diese Fraktionen sind: Iren, Mercier, Northumbrier, Pikten, Sachsen, Schotten, Waliser und Wikinger.